# Wano Paliaszwili
Wano Paliaszwili, gruz. ვანო ფალიაშვილი, ros. Иван Палиев (ur. 1 października?/13 października 1868 w Kutaisi, zm. 7 marca 1934 w Tbilisi) – gruziński dyrygent, starszy brat Zakarii Paliaszwiliego. 

## Życiorys
W swojej karierze dyrygenckiej na terenach Rosji występował pod zrusyfikowanymi formami imienia i nazwiska jako Iwan Palijew. Absolwent Konserwatorium Petersburskiego (w klasie kompozycji Nikołaja Rimskiego-Korsakowa oraz dyrygentury Wiaczesława Suka). Kierował następnie rosyjskimi, prowincjonalnymi trupami operowymi (m.in. w Permie, Charkowie i Odessie). Od 1922 dyrektor muzyczny Opery Gruzińskiej w Tbilisi. Przygotował i poprowadził prapremiery oper brata: Zmierzch (Tbilisi, 19 grudnia 1923) oraz Latawra (Tbilisi, 16 marca 1928).